# Give it all
《Give it all》은 1998년 일본에서만 발매된 가수 이상은의 OST 음반이다.  영화 <쉘 위 댄스? >로 유명한 스오 마사유키가 제작을 맡고 이소무라 이츠미치가 감독한 일본 영화 < 간밧테 이키맛쇼이 (がんばっていきまっしょい) - '화이팅 에츠코' >의 음악을 이상은이 맡았는데,  한국 뮤지션이 일본 영화의 음악을 맡기는 이상은이 처음이다. 7집 <외롭고 웃긴 가게>에 실린 '어기여디어라'의 영어버전이 영화의 메인 테마곡이다. All soundtracks performed by Lee-Tzsche(리채-이상은)with Penguins

## 수록곡
전체 작사·작곡: Lee-Tzsche (이상은)
| #   | 제목                                | 재생 시간 |
| --- | ----------------------------------- | --------- |
| 1.  | 〈Ogiyodiora [Main Theme]〉         | 5:54      |
| 2.  | 〈港山 (Minatoyama) (Variation 3)〉 | 1:37      |
| 3.  | 〈悅子 (Etsuko) (Variation 2)〉     | 3:48      |
| 4.  | 〈港山 (Minatoyama) (Variation 2)〉 | 2:55      |
| 5.  | 〈Clubhouse〉                       | 4:24      |
| 6.  | 〈港山 (Minatoyama) (Variation 1)〉 | 3:07      |
| 7.  | 〈Icon (Full Version)〉             | 3:37      |
| 8.  | 〈Ogiyodiora (Variation 2)〉        | 1:35      |
| 9.  | 〈悅子 (Etsuko) (Variation 1)〉     | 4:49      |
| 10. | 〈Ogiyodiora (Variation 1)〉        | 1:46      |
| 11. | 〈Epilogue〉                        | 1:55      |
| 12. | 〈Desert [Ending]〉                 | 5:11      |
| 13. | 〈Serenade [Bonus Track]〉          | 4:40      |
| 14. | 〈Hold Me [Bonus Track]〉           | 4:29      |

## 관련 자료
- 'Ogiyodiora' 영화메인테마
- 'Desert' 영화버전[깨진 링크(과거 내용 찾기)]